# پی‌اچ‌پی-نیوک
پی‌اچ‌پی نیوک سامانه مدیریت محتوا تحت وب و اتوماسیون انتشار خبر می‌باشد که با زبان برنامه‌نویسیPHP و بانک اطلاعاتی مای‌اس‌کیوال توسط فرانچسکو بروزی نوشته شده‌است. پی‌اچ‌پی نیوک در اصل انشعابی از پرتال Thatware news بود. مدیریت این سامانه از طریق یک واسط وب صورت می‌گیرد.
پی‌اچ‌پی نیوک تحت پروانه پروانه عمومی همگانی گنو به عنوان نرم‌افزار آزاد منتشر شد. هم‌اکنون مالکیت سایت پی‌اچ‌پی نیوک متعلق به فرانچسکو بروزی نیست.

## ویژگی‌ها
پی‌اچ‌پی نیوک (به انگلیسی PHPNuke) سامانه مدیریت محتوا تحت وب که امکان ساخت پرتال را به مدیران سایت‌ها می‌دهد. ویراستارها و کاربران سایت امکان ارسال نوشتار (نوشتارها و خبرهای ارسال شده توسط کاربران و تأیید شده توسط ویراستارها) یا گونه‌های دیگر محتوا را دارند.
کاربرانی که در سیستم ثبت‌نام نموده‌اند می‌توانند دیدگاه‌های (Comment) خود را دربارهٔ محتوا مورد نظر ثبت کنند.
پی‌اچ‌پی نیوک امکان اضافه کردن ویژگی‌های جدید مثل تالار گفتگو، تقویم، خوراک خوان، پرسشگان، پیام خصوصی و غیره را می‌دهد. نگهداری سایت از طریق رابط مدیریت انجام می‌شود.
ماژول‌های استاندارد پی‌اچ‌پی نیوک :
- آپلود
- تبلیغات
- نسخه موبایل
- صفحه‌ها
- دانلودها
- دانشنامه
- سوالات متداول
- بازخورد - تماس با مدیر سایت
- انجمن
- ژورنال
- لیست کاربران
- اخبار
- پیام خصوصی
- توصیه سایت به دیگران
- جستجو
- آمار
- آرشیو اخبار
- ارسال خبر توسط کاربران
- نظرسنجی

نمونه سایت راه اندازی شده با پی‌اچ‌پی نیوک

- بهترین‌ها (نمایش محتوایی که بالاترین بازدید را داشتند)
- موضوع برای خبر
- وب لینک (لینکدونی)
- حساب کاربری

پی‌اچ‌پی نیوک از زبان‌های متنوعی از جمله پارسی پشتیبانی می‌کند. امکان سفارشی سازی سایت بوسیله سیستم قالب پی‌اچ‌پی نیوک فراهم شده، که البته نیاز به آشنایی با PHP, HTML و CSS دارد.

## مشکلات
هم اکنون آسیب‌پذیری‌های زیادی در پی‌اچ‌پی نیوک هستند که همه نسخه‌های آن را تهدید می‌کند. (حتی نسخه ۸٫۱۳۵)
- چندین حفره امنیتی در پی‌اچ‌پی نیوک از طریق تزریق به پایگاه داده کشف شد.[۱][۲]
- پی‌اچ‌پی نیوک برای محتوا عنوان و لینک ساده تولید نمی‌کند که این ممکن است برای نتایج سایت در موتورهای جستجو مشکل ایجاد کند.